# Golf van Tolo
De Golf van Tolo is een golf in het oosten van het eiland Sulawesi in Indonesië. In het oosten komt de baai uit op de Bandazee. De baai scheidt het Oostelijk Schiereiland van het Zuidoostelijk Schiereiland.
In de baai ligt het eiland Peleng.